# Víctor González (színművész)
Víctor González  (Santiago de Querétaro, Querétaro, Mexikó, 1973. szeptember 10. –) mexikói színész, modell.

## Élete
Víctor González 1973. szeptember 10-én született Querétaróban. Első szerepét 1997-ben játszotta a Pueblo chico, infierno grande című telenovellában. 2005-ben szerepet kapott az El amor no tiene precio című sorozatban. 2007-ben a Bajo las riendas del amorban Víctor Corcuera szerepét játszotta Adriana Fonseca és Gabriel Soto oldalán. 2009-ben főszerepet kapott a Pasión Morena című telenovellában Paola Nuñez partnereként. 2009. június 20-án feleségül vette  Nora Catureglit. 2011. április 28-án megszületett fia, Marcelo. 2012-ben a La mujer de Judasban játszott főszerepet Anette Michel és Andrea Martí mellett.

## Filmográfia

### Telenovellák
- A.mar, donde el amor teje sus redes (2025)... Sergio
- El Conde: Amor y honor (2024)... Ricardo Sánchez
- Leona bosszúja (2023)...  Calixto (Magyar hang: Zöld Csaba)
- A gazdagság ára (2022)... León Alfaro (Magyar hang: Zöld Csaba)
- Quererlo todo (2020-2021)... Leonel Montes Larraguibel
- Derült égből apa (2019)... Antonio Paz
- Muy padres (2017-2018)... Emilio Palacios Fernández
- La Candidata (2016) ... Gerardo Martínez
- Hombre tenías que ser (2013-2014) ... Román Ortega / Román Lara
- La mujer de judas (2012) ... Salomón Salvatierra
- Entre el amor y el deseo (2010-2011) ... Luis Carlos Márquez /  Luis Carlos Valdivieso García
- Pasión Morena (2009-2010) ... Leo Hernández / Fernando Sirenio
- Alma indomable (2009-2010) ...  Nicanor Sánchez
- Trópico (2007) ... Antonio Guzmán
- Bajo las riendas del amor (2007) ... Víctor Corcuera
- El amor no tiene precio (2005-2006) ... Marcelo Carvajal
- Elbűvölő szerelem (Amor descarado) (2003) ... Ignacio Valdés
- La duda (2002) ... Julián
- El país de las mujeres (2002) ... Daniel Cano
- Lo que es el amor (2001) ... Pablo Rivas
- Másnak tűnő szerelem (El amor no es como lo que pintan) (2000) ... Alberto Segovia
- Besos prohibidos (1999) ... Carlos
- Marea brava (1999) ... Paulo
- Azul tequila (1998) ... Arcadio Berriozábal
- Perla (1998) ... Hugo
- Női pillantás (Mirada de mujer) (1997) ... Fernando
- Pueblo chico, infierno grande (1997) ... Gumaro Amezcua (fiatal)